# 抗日戦争第3戦区
抗日戦争第3戦区は1937年盧溝橋事件の勃発後、中華民国国民政府が中国国内を対日本軍作戦の戦争状況により分画した抗日戦争戦区の一つ。第3戦区の所轄範囲は最初は江蘇省及び浙江省であったが、後に戦争の実際の状況により変更が加えられ、1938年、1939年及び1944年の3次の大規模な変更が行われた。

## 1937年
中国戦区の最初の分画が行われた1937年8月は、北平及び天津が日本軍に迅速に占領され、日本との和平が達成できないことが確定した後だった。同年の第3戦区の区域は江蘇、浙江両省で、第2次上海事変等の激烈な戦闘参加を経験してきた。このほかに戦闘序列は次のとおり。
- 司令長官　馮玉祥、第2次上海事変勃発後は蔣介石が兼任した。
- 作戦地区　江蘇省、浙江省
  - 第8集団軍　張発奎
  - 第9集団軍　張治中
  - 第10集團軍　劉建緒
  - 第15集團軍　陳誠
  - 第19集団軍　薛岳

## 1938年
- 司令長官　顧祝同
- 作戦地区　江蘇省、浙江省
  - 第10集団軍　劉建緒
  - 第19集団軍　羅卓英
  - 第23集団軍　唐式遵
  - 第28集団軍　潘文華
- 新編第4軍　葉挺（独立）
- 独立第6旅団　周志群（独立）
- 遊撃総司令　黄紹竑
- 合計　24個歩兵師団、6個歩兵旅団　　特種部隊と遊撃部隊を含まず。

## 1939年
- 司令長官　顧祝同
- 作戦地区　江蘇省南部、安徽省南部、浙江省、福建省
  - 第25集団軍　陳儀
  - 第10集団軍　劉建緒
  - 第32集団軍　上官雲相
  - 第23集団軍　唐式遵
- 新編第4軍　葉挺（独立）
- 合計　22個歩兵師団、2個歩兵旅団　　特種部隊と遊撃部隊を含まず。

## 1944年
- 司令長官　顧祝同
  - 第32集団軍　李黙庵
  - 第25集団軍　李覚
  - 第23集団軍　唐式遵
  - 直属及び特種部隊

## 1945年（受降区）
第3戦区　江蘇省（上海を除く）、浙江省、福建省　　日本軍捕虜集結地　杭州市、廈門市